# Joel Aguilar
Joel Aguilar (2 de julho de 1975) é um árbitro de futebol de El Salvador.
É professor e fala espanhol e inglês. Tem como hobbies ler, escrever e ouvir músicas.

## Copa do Mundo 2010
Participou da Copa do Mundo FIFA 2010, juntamente com os assistentes e compatriotas William Torres e Juan Zumba.